# Fernando Meirelles
Fernando Ferreira Meirelles (San Paolo, 9 novembre 1955) è un regista e sceneggiatore brasiliano.

## Biografia
Ha studiato architettura all'Universidade de São Paulo, completando il suo percorso con una tesi in forma di film. Negli anni Ottanta ha diretto pellicole sperimentali, documentari e programmi tv.
È diventato famoso grazie al film City of God (2002), per il quale ha ricevuto la candidatura all'Oscar al miglior regista nel 2004. Negli Stati Uniti ha realizzato quindi The Constant Gardener - La cospirazione (2005) e Blindness - Cecità (2008), trasposizione cinematografica dell'omonimo romanzo di José Saramago.
Insieme a Daniela Thomas e Andrucha Waddington ha diretto la cerimonia inaugurale dei Giochi della XXXI Olimpiade a Rio de Janeiro.

## Filmografia

### Regista

#### Lungometraggi
- Menino Maluquinho 2: A Aventura (1998) – co-diretto insieme a Fabrizia Pinto
- Domésticas (2001) – co-diretto insieme a Nando Olival
- City of God (Cidade de Deus) (2002) – co-diretto insieme a Kátia Lund
- The Constant Gardener - La cospirazione (The Constant Gardener) (2005)
- Blindness - Cecità (Blindness) (2008)
- Som e Fúria - O Filme (2009) – co-diretto insieme a Toniko Mela
- Passioni e desideri (360) (2011)
- A Musa, episodio di Rio, eu te amo (2014)
- I due papi (The Two Popes) (2019)

#### Cortometraggi
- E no meio passa um trem (1998)

#### Televisione
- Rá-Tim-Bum - serie TV, 30 episodi (1989)
- A Comédia da Vida Privada - serie TV, 1 episodio (1997)
- Brava gente - serie TV, 1 episodio (2000)
- Cidade dos Homens - serie TV, 3 episodi (2002-2005)
- Som e Fúria - serie TV, 4 episodi (2009)
- Brazukas - serie TV (2011)
- Felizes Para Sempre? - miniserie TV, 3 episodi (2015)
- Os Experientes - miniserie TV, 3 episodi (2015)
- Il simpatizzante (The Sympathizer) – miniserie TV, puntata 4 (2024)

#### Documentari
- Marly Normal (1983) – cortometraggio, co-diretto insieme a Marcello Machado
- Brasilia (1983) – cortometraggio
- Olhar Eletrônico (1986) – co-diretto insieme a Marcelo Machado, Renato Barbieri, Paulo Morelli e Marcelo Tas